# Willy Sagnol
Willy David Frédéric Sagnol (sinh ngày 18 tháng 3 năm 1977) là một huấn luyện viên và cựu cầu thủ bóng đá chuyên nghiệp người Pháp. Ông hiện đang là huấn luyện viên trưởng của Đội tuyển bóng đá quốc gia Gruzia.
Sagnol gắn bó phần lớn sự nghiệp cầu thủ chuyên nghiệp của mình với Bayern Munich tại Bundesliga. Ông cũng từng là thành viên của Đội tuyển bóng đá quốc gia Pháp tại Giải vô địch trẻ thế giới 1997, FIFA World Cup 2002, UEFA Euro 2004, FIFA World Cup 2006 và UEFA Euro 2008.
Với tư cách là huấn luyện viên, ông đã gắn bó hai năm cầm quyền Bordeaux trước khi được bổ nhiệm làm huấn luyện viên Đội tuyển bóng đá quốc gia Gruzia vào năm 2021. Trong suốt thời gian gắn bó với đội tuyển Gruzia, ông đã giúp đội giành quyền tham dự UEFA Euro 2024.

## Sự nghiệp câu lạc bộ

### Saint-Étienne
Sagnol đến từ lò đào tạo tài năng thành công của AS Saint-Étienne dưới thời Jacques Santini. Ông đã chơi 10 trận ở Division 1 trong mùa giải 1995–96 và sau đó chơi ở giải hạng hai trong một năm.

### AS Monaco
Sau hai năm ấn tượng tại Saint-Étienne, Sagnol chuyển đến Monaco vào năm 1997. Trong suốt thời gian gắn bó với Monaco, ông đã trải qua thành công đầu tiên khi vô địch Division 1 vào năm 2000. Sagnol cũng là thành viên đội Monaco tài năng của Jean Tigana đã từng loại Manchester United khỏi UEFA Champions League năm 1998 nhờ luật bàn thắng sân khách sau trận hòa 1–1 tại Old Trafford. Phong độ đó khiến ông được triệu tập để tham dự các giải đấu quốc tế cho Pháp mặc dù bị bỏ qua bởi huấn luyện viên quốc gia Roger Lemerre.

## Sự nghiệp quốc tế
Sau năm lần ra sân tại U-20 World Cup ở Malaysia, Sagnol có trận ra mắt đội tuyển quốc gia Pháp trong trận thắng của Pháp trước Thổ Nhĩ Kỳ với tỷ số 4–0 ở Istanbul vào ngày 15 tháng 11 năm 2000. Trong vài năm đầu tiên, Sagnol là cầu thủ dự bị vì ông có một đối thủ mạnh và giàu kinh nghiệm thi đấu quốc tế là Lilian Thuram. Sau khi Marcel Desailly giải nghệ và Thuram chuyển sang trung tâm hàng phòng ngự Pháp, Sagnol mới trở thành sự lựa chọn số một kể từ năm 2004 và trong vòng 4 năm tiếp theo.
Ông đã giành vô địch FIFA Confederations Cup vào các năm 2001 và 2003 với đội tuyển quốc gia Pháp.
Sagnol là thành viên của đội tuyển Pháp tham dự FIFA World Cup 2006 tại Đức. Ông đá chính trong bảy trận đấu cho đất nước mình trên con đường tới chung kết và màn trình diễn tài năng của ông đã giúp Pháp tiến vào chung kết. Vì thế, ông được mệnh danh là một trong những cầu thủ phòng ngự xuất sắc giải đấu đó. Bên cạnh đó, màn trình diễn của ông gây chú ý nhờ phòng ngự chắc chắn cũng như sự tham gia quan trọng trong một số động tác tấn công, chẳng hạn như khi chuyền ngang cho đội trưởng Zinédine Zidane, người bị Buffon cản phá cú đánh đầu. Ông đã có màn thể hiện tốt nhất của mình trong trận chung kết World Cup. Sagnol thực hiện quả phạt đền cuối cùng cho Pháp trong loạt luân lưu nhưng đã không thể cứu vãn Pháp khi Pháp nhận thất bại với tỷ số 5–3.
Trong vòng loại UEFA Euro 2008, Sagnol đã có những nỗ lực ghi bàn tốt và thực hiện những quả tạt đặc trưng của mình cho các đồng đội như Thierry Henry trong trận gặp Scotland tại Hampden Park vào ngày 7 tháng 10 năm 2006. Sagnol là một trong những cầu thủ có màn trình diễn tốt hơn trong trận thua sốc của Pháp trước Scotland khi có ba cơ hội ghi bàn. Sau đó, ông tham gia trận đấu thứ 50 cho đất nước mình trong trận gặp Quần đảo Faroe ở Paris. Màn trình diễn của Sagnol trong chiến dịch vòng loại đó một lần nữa cho thấy người ta có thể tin tưởng ông thông qua lối chơi phòng thủ ổn định.

## Sự nghiệp huấn luyện viên

### Girondins de Bordeaux
Sagnol từng là huấn luyện viên trưởng của đội tuyển U-21 quốc gia Pháp cho đến khi ông được bổ nhiệm làm huấn luyện viên trưởng của Girondins de Bordeaux vào ngày 23 tháng 5 năm 2014. Ông ký hợp đồng hai năm có thời hạn đến ngày 30 tháng 6 năm 2016. Ban đầu, Girondins de Bordeaux muốn Zinédine Zidane làm huấn luyện viên trưởng của đội. Đây là công việc huấn luyện đầu tiên của Sagnol ở cấp câu lạc bộ. Trong mùa giải đầu tiên của Sagnol với Bordeaux, ông đã giúp Bordeaux đứng chung cuộc thứ sáu ở Ligue 1, vào vòng 32 ở Coupe de France và vòng 16 ở Coupe de la Ligue. Bên cạnh đó, Bordeaux có những trận đặc biệt như chiến thắng 4–1 trước Monaco, chiến thắng 3–2 trước Paris Saint-Germain và trận thua 5–0 trước Olympique Lyonnais.
Trong mùa giải 2015–16, Bordeaux đánh bại AEK Larnaca và Kairat Almaty để giành quyền vào vòng bảng UEFA Europa League. Bordeaux bắt đầu mùa giải với một trận thắng, bốn trận hòa và một trận thua. Vào ngày thi đấu thứ bảy, ngày 23 tháng 9 năm 2015, Bordeaux thua Nice 6–1.
Sagnol bị sa thải vào ngày 14 tháng 3 năm 2016 sau trận thua 4–0 trước Toulouse trong trận Derby de la Garonne.

### Bayern Munich
Vào ngày 9 tháng 6 năm 2017, Sagnol tái gia nhập Bayern Munich với tư cách là trợ lý huấn luyện viên dưới quyền Carlo Ancelotti. Ancelotti bị câu lạc bộ sa thải vào ngày 28 tháng 9 năm 2017 và Sagnol được công bố là huấn luyện viên tạm quyền. Sau khi quản lý Bayern trong tám ngày và trận hòa 2–2 trước Hertha BSC, Sagnol rời câu lạc bộ khi huấn luyện viên Jupp Heynckes được bổ nhiệm tiếp quản vị trí huấn luyện viên.

### Đội tuyển bóng đá quốc gia Gruzia
Sagnol được bổ nhiệm làm huấn luyện viên đội tuyển quốc gia Gruzia vào ngày 15 tháng 2 năm 2021. Năm 2024, ông đã giúp đội giành quyền tham dự giải đấu quốc tế lớn đầu tiên, UEFA Euro 2024, sau khi đánh bại Hy Lạp trong trận chung kết play-off vòng loại trên chấm phạt đền. Tại UEFA Euro 2024, ông đã cùng Gruzia vượt qua vòng bảng và vào vòng đấu loại trực tiếp sau chiến thắng 2–0 trước Bồ Đào Nha ở trận cuối cùng của vòng bảng.

## Đời tư
Sagnol đã kết hôn và có bốn người con.

## Thống kê sự nghiệp

### Câu lạc bộ
| Câu lạc bộ          | Mùa giải            | Giải vô địch        | Giải vô địch | Giải vô địch | Cúp quốc gia | Cúp quốc gia | Châu lục | Châu lục | Khác | Khác | Total | Total |
| Câu lạc bộ          | Mùa giải            | Hạng đấu            | Trận         | Bàn          | Trận         | Bàn          | Trận     | Bàn      | Trận | Bàn  | Trận  | Bàn   |
| ------------------- | ------------------- | ------------------- | ------------ | ------------ | ------------ | ------------ | -------- | -------- | ---- | ---- | ----- | ----- |
| Saint-Étienne       | 1995–96             | Division 1          | 10           | 0            |              |              | —        | —        | —    | —    | 10    | 0     |
| Saint-Étienne       | 1996–97             | Division 2          | 36           | 1            |              |              | —        | —        | —    | —    | 36    | 1     |
| Saint-Étienne       | Tổng cộng           | Tổng cộng           | 46           | 1            |              |              | —        | —        | —    | —    | 46    | 1     |
| Monaco              | 1997–98             | Division 1          | 25           | 0            |              |              | 8        | 0        | —    | —    | 33    | 0     |
| Monaco              | 1998–99             | Division 1          | 20           | 0            |              |              | 4        | 0        | —    | —    | 24    | 0     |
| Monaco              | 1999–2000           | Division 1          | 26           | 0            | 2            | 0            | 6        | 0        | 2    | 0    | 36    | 0     |
| Monaco              | Tổng cộng           | Tổng cộng           | 71           | 0            | 2            | 0            | 18       | 0        | 2    | 0    | 93    | 0     |
| Bayern Munich       | 2000–01             | Bundesliga          | 27           | 0            | 1            | 0            | 0        | 0        | 1    | 0    | 29    | 0     |
| Bayern Munich       | 2001–02             | Bundesliga          | 28           | 1            | 1            | 0            | 10       | 0        | 2    | 0    | 41    | 1     |
| Bayern Munich       | 2002–03             | Bundesliga          | 23           | 2            | 5            | 1            | 4        | 0        | 1    | 0    | 33    | 3     |
| Bayern Munich       | 2003–04             | Bundesliga          | 21           | 1            | 3            | 0            | 6        | 0        | 0    | 0    | 30    | 1     |
| Bayern Munich       | 2004–05             | Bundesliga          | 22           | 1            | 3            | 0            | 7        | 0        | 0    | 0    | 32    | 1     |
| Bayern Munich       | 2005–06             | Bundesliga          | 31           | 1            | 5            | 0            | 7        | 0        | 1    | 0    | 44    | 1     |
| Bayern Munich       | 2006–07             | Bundesliga          | 23           | 1            | 3            | 0            | 0        | 0        | 2    | 0    | 28    | 1     |
| Bayern Munich       | 2007–08             | Bundesliga          | 9            | 0            | 3            | 0            | 5        | 0        | 0    | 0    | 17    | 0     |
| Bayern Munich       | 2008–09             | Bundesliga          | 0            | 0            | 0            | 0            | 0        | 0        | 0    | 0    | 0     | 0     |
| Bayern Munich       | Tổng cộng           | Tổng cộng           | 184          | 7            | 24           | 1            | 39       | 0        | 7    | 0    | 254   | 8     |
| Bayern Munich II    | 2003–04             | Regionalliga Süd    | 1            | 0            | —            | —            | —        | —        | —    | —    | 1     | 0     |
| Bayern Munich II    | 2004–05             | Regionalliga Süd    | 0            | 0            | 1            | 0            | —        | —        | —    | —    | 1     | 0     |
| Bayern Munich II    | 2007–08             | Regionalliga Süd    | 2            | 0            | —            | —            | —        | —        | —    | —    | 2     | 0     |
| Bayern Munich II    | Tổng cộng           | Tổng cộng           | 3            | 0            | 1            | 0            | —        | —        | —    | —    | 4     | 0     |
| Tổng cộng sự nghiệp | Tổng cộng sự nghiệp | Tổng cộng sự nghiệp | 304          | 8            | 27           | 1            | 57       | 0        | 9    | 0    | 397   | 9     |

1. ↑  Bao gồm Coupe de France và DFB-Pokal
2. ↑  Bao gồm UEFA Champions League và UEFA Cup
3. ↑  Bao gồm Trophée des Champions, Coupe de la Ligue, DFL-Ligapokal, DFL-Supercup, UEFA Super Cup và Intercontinental Cup

### Thống kê sự nghiệp huấn luyện
Tính đến 30 tháng 6 năm 2024
| Đội                       | Từ                  | Đến                 | Thống kê | Thống kê | Thống kê | Thống kê | Thống kê | Thống kê | Thống kê | Thống kê | Nguồn  |
| Đội                       | Từ                  | Đến                 | Trận     | T        | H        | B        | BT       | BB       | HSBT     | % thắng  | Nguồn  |
| ------------------------- | ------------------- | ------------------- | -------- | -------- | -------- | -------- | -------- | -------- | -------- | -------- | ------ |
| U-20 Pháp                 | 1 tháng 6 năm 2013  | 10 tháng 6 năm 2013 | 0        | 0        | 0        | 0        | 0        | 0        | +0       | —        |        |
| U-21 Pháp                 | 1 tháng 7 năm 2013  | 30 tháng 6 năm 2014 | 8        | 6        | 2        | 0        | 23       | 0        | +23      | 075,00   |        |
| Girondins de Bordeaux     | 1 tháng 7 năm 2014  | 14 tháng 3 năm 2016 | 88       | 35       | 28       | 25       | 117      | 118      | −1       | 039,77   |        |
| Bayern Munich (tạm quyền) | 28 tháng 9 năm 2017 | 6 tháng 10 năm 2017 | 1        | 0        | 1        | 0        | 2        | 2        | +0       | 000,00   |        |
| Gruzia                    | 15 tháng 2 năm 2021 | nay                 | 38       | 18       | 6        | 14       | 63       | 54       | +9       | 047,37   | [ 15 ] |
| Tổng cộng                 | Tổng cộng           | Tổng cộng           | 135      | 59       | 37       | 39       | 205      | 180      | +25      | 043,70   | —      |

## Danh hiệu

### Câu lạc bộ
Monaco
- Division 1: 1999–2000
- Trophée des Champions: 1997

Bayern Munich
- Bundesliga: 2000–01, 2002–03, 2004–05, 2005–06, 2007–08
- DFB-Pokal: 2002–03, 2004–05, 2005–06, 2007–08
- DFL-Ligapokal: 2000
- UEFA Champions League: 2000–01
- Intercontinental Cup: 2001

### Đội tuyển quốc gia
Pháp
- FIFA Confederations Cup: 2001, 2003
- Á quân FIFA World Cup: 2006